# Poropoea morimotoi
Poropoea morimotoi is een vliesvleugelig insect uit de familie Trichogrammatidae. De wetenschappelijke naam is voor het eerst geldig gepubliceerd in 1963 door Hirose.